# 山本順也
山本 順也（やまもと じゅんや、1938年 - 2015年7月17日）は、日本の漫画編集者。日本大学藝術学部映画学科卒業。

## 来歴
1963年、小学館に入社。絵本編集部に所属し、手塚治虫の『ジャングル大帝』復刻版を担当。1968年、『週刊少年サンデー』の副編集長から移動し、少女漫画誌『少女コミック』の創刊メンバーとなる。1970年、『別冊少女コミック』の創刊に副編集長として携わる。当時まだ無名に近かった萩尾望都、大島弓子、竹宮惠子らを登用。その後、倉多江美、樹村みのり、伊東愛子らも起用し、少女漫画界に新しい波を起こした。男性漫画家に対しても、山本の兄の知人の息子にあたる山田ゴロを見出している。1980年には『プチフラワー』の創刊に携わり、その後、編集長を務めた（初代編集長は渡辺静夫）。1999年退社。
2000年4月、京都精華大学芸術学部に新設されたマンガ学科の教員に就任、2004年退任。2004年には、第8回文化庁メディア芸術祭功労賞を受賞。同賞の講評でマンガ部門主査の里中満智子は、「山本氏は信念を持つ支柱として、伸びゆく才能を支えつづけた。」「山本氏がいなければ日本の少女マンガの発展は10年は遅れたと思う。」と、大きく評価した。2015年7月、死去。